# أزمة دانزيغ
كانت أزمة دانزيغ أزمة شهدها عام 1939 وأدت إلى اندلاع الحرب العالمية الثانية في أوروبا.

## بداية الأزمة
في أكتوبر 1938، دعا وزير الخارجية الألماني يواكيم فون ريبنتروب السفير البولندي، جوزيف ليبسكي، لمقابلته في بيرتشسغادن. كان ليبسكي في حيرة من أمره حول أسباب عدم لقاء ريبنتروب له في برلين واضطراره للذهاب إلى بيرتشسغادن لحضور هذا الاجتماع الذي شدد ريبنتروب على أهميته البالغة. وعلى مائدة الغداء في غراند أوتيل في بيرتشسغادن، أخبر ريبنتروب ليبسكي أنه يريد «تسوية كاملة» بين بولندا وألمانيا. إذ أراد ريبنتروب إعادة دانزيغ إلى الرايخ؛ إنشاء طرق خارج الحدود الإقليمية، تمر عبر الممر البولندي لربط شرق بروسيا ببقية ألمانيا، وأنه على بولندا توقيع ميثاق مناهضة الكومنترن. أخبر ليبسكي ريبنتروب باعتقاده أنه من المستبعد أن يوافق بيك على هذه المطالب. استقل ليبسكي القطار قلقًا في اليوم التالي، متجهًا إلى وارسو حيث التقى بالعقيد بيك ونائبه الكونت جان زيمبيك. صرح ليبسكي باعتقاده أن ريبنتروب، وعلى الأرجح هتلر أيضًا، كان مصممًا على إعادة دانزيغ إلى ألمانيا.
وأيضًا في أكتوبر 1938، نادى وزير الخارجية الفرنسي جورج بونيه بإنهاء نظام التحالف الفرنسي في أوروبا الشرقية وأمر المسؤولين في كيه دورسيه بالاستعداد للتخلي عن التحالفات الفرنسية مع الاتحاد السوفيتي وبولندا. وفي الشهر ذاته، تحدث بونيه أمام لجنة الشؤون الخارجية في مجلس النواب في أكتوبر 1938، حيث صرح برغبته في «إعادة هيكلة» نظام التحالف الفرنسي في أوروبا الشرقية وحرصه على «إعادة التفاوض» بشأن المعاهدات التي قد تستدرج فرنسا إلى الحرب «دون أن يكون أمنها مهددًا بشكل مباشر». وجد بونيه أن جهوده لإنهاء التحالفات الشرقية يصدها أعضاء آخرون في الحكومة الفرنسية. وخلال محادثة مع مجموعة من النواب الذين طلبوا رسميًا من بونيه إنهاء التحالفات في أوروبا الشرقية، صرح بونيه: «لو كنت حرًا، لنفذت سياستكم؛ لكني لست كذلك: ستحتشد غالبية مجلس الوزراء ضدي، بقيادة رينوه وماندل، ولا أستطيع الاعتماد على دالادييه، لأن غاملين يعتقد أنه في حالة الحرب لا يمكن الاستغناء عن المساعدة العسكرية البولندية».
وفي نوفمبر 1938، التقى ليبسكي بريبنتروب وتلا عليه بيانًا يعلن فيه أن الحكومة البولندية غير مستعدة لقبول أي تغييرات في وضع المدينة الحرة، لكنها تريد علاقات جيدة مع الرايخ. وأخبر ليبسكي ريبنتروب أن الرأي العام البولندي لن يتسامح مع عودة المدينة الحرة إلى ألمانيا وتوقع بأنه إذا سمحت وارسو بحدوث ذلك، فستسقط الديكتاتورية العسكرية للساناتسيا التي حكمت بولندا منذ عام 1926. وفي 10 نوفمبر 1938، ألقى هتلر خطابًا سريًا أمام مجموعة من الصحفيين الألمان، إذ اشتكى مطولًا من أن «خطابات السلام» التي ألقاها -والتي شدد على أن الهدف من سياسته الخارجية الرئيسية هو التنقيح السلمي لمعاهدة فرساي- كانت ناجحة للغاية مع الشعب الألماني. وأنهى هتلر خطابه بضرورة أن يكتب الصحفيين الألمان تقاريرهم كما لو أن الرايخ في حالة حرب بالفعل لإعداد الشعب الألماني للحرب التي توقع حدوثها في المستقبل القريب. لم يكن الرئيس الأمريكي فرانكلين روزفلت يريد حربًا مع ألمانيا، لكنه فضل سياسة أطلق عليها «أساليب قصيرة للحرب» في ظل الولايات المتحدة من شأنها إمداد بريطانيا وفرنسا. وفي 14 نوفمبر 1938، في اجتماع بالبيت الأبيض، وضع الرئيس روزفلت خطة طموحة للولايات المتحدة ترمي إلى صناعة ما يكفي من الطائرات لمنح هامش التفوق الجوي لسلاح الجو الملكي والقوات الجوية الفرنسية، إذ اعتقد أن ذلك من شأنه أن يردع هتلر عن المضي قدمًا في حربه. فصاح ويليام سي. بوليت، السفير الأمريكي في فرنسا، الذي حضر اجتماع البيت الأبيض: «المقصود هو أنه: لو كان لديك عدد كافٍ من الطائرات، فلن تضطر للذهاب إلى بيرتشسغادن». فقال روزفلت: «لو كان لدينا هذا الصيف 5,000 طائرة والقدرة على إنتاج 10,000 طائرة على الفور سنويًا، بالرغم من أنني يجب أن أطلب من الكونغرس تفويض البيع أو الإقراض إلى البلدان الأوروبية، فإن هتلر لم يكن ليجرؤ على اتخاذ موقفه هذا». وفي رسالة إلى تشامبرلين، وعده روزفلت أنه «في حالة الحرب مع الديكتاتوريين، فإنك ستجد الموارد الصناعية للولايات المتحدة خلف ظهرك». ووعد روزفلت جان مونيه بأن إدارته سوف تتملص من قانون الحياد من خلال شحن قطع الطائرات إلى كندا لتجميعها وشحنها إلى فرنسا.
وفي 24 نوفمبر 1938، جاء كارول الثاني، ملك رومانيا، بزيارة إلى ألمانيا للقاء هتلر في البرغوف، حيث كان موضوع الزيارة الرئيسي العلاقات الاقتصادية الألمانية الرومانية، وخاصة النفط. كتب واينبرغ: «قدم كارول التنازلات المطلوبة، لكنه أوضح اهتمامه باستقلال بلاده من خلال تسيير مفاوضات صعبة للغاية». وكتب المؤرخ البريطاني دي. سي. وات أن كارول كان يملك «ورقة رابحة» من خلال سيطرته على النفط الذي كانت ألمانيا بأمس الحاجة إليه وأن الألمان كانوا على استعداد لدفع ثمن باهظ للغاية مقابل النفط الروماني الذي لا يمكن للجيش أن يعمل بدونه. وكانت الخطة الرباعية تهدف إلى جعل ألمانيا مكتفية ذاتيًا من النفط الصناعي بحلول عام 1940، لكنها واجهت تأخيرات كبيرة وتجاوزات في التكاليف. فاضطر هيرمان غورينغ، رئيس تنظيم الخطة الرباعية، إلى إبلاغ هتلر في نوفمبر 1938 بأن مصانع النفط الصناعي التي ستنتج النفط من الفحم لن تعمل بحلول سبتمبر 1940 حسبما كان مقررًا بسبب مشاكل التكنولوجيا الجديدة وأن التاريخ الأكثر ترجيحًا سيكون عام 1942. وخلال قمة هتلر- كارول في البرغوف، طلب هتلر من كارول الإفراج عن كورنليو زليا كودريانو، زعيم الفيلق الفاشي المعروف باسم الملاك القائد ميخائيل الذي سجنه كارول في مايو 1938، وتعيينه رئيسًا للوزراء. وفي ذات القمة، أمر هتلر الفيرماخت ببدء خطط احتلال المدينة الحرة بهدف إعادتها إلى ألمانيا. وفي 25 نوفمبر 1938، أمر بونيه السفير الفرنسي في وارسو ليون نويل، بإيجاد عذر لإنهاء التحالف الفرنسي البولندي لعام 1921، لكنه اكتشف أن وجهات نظره حول هذه القضية قد أحدثت معارضة كبيرة داخل كيه دورسيه، حيث جادل البعض أن بولندا كانت حليفًا قيمًا للغاية لدرجة أنه لا يمكن التخلي عنها، وأنه إذا تخلت فرنسا عن التحالف البولندي، فإن وارسو ستنحاز إلى برلين.
ونظرًا لاعتقاد كارول بأن قبضته على العرش كانت مهددة بوجود قيادة بديلة متمثلة بكودريانو، قيادةٌ قد يدعمها هتلر، فقد قرر القضاء على قيادة الفيلق. وفي ليلة 30 نوفمبر 1938، المعروفة في رومانيا باسم «ليلة مصاصي الدماء»، نُقل كودريانو و13 من قادة الفيلق الآخرين من السجن إلى طريق ريفي نائي حيث خُنقوا جميعًا حتى الموت ثم أُطلق عليهم النار، واستُخدمت قصة رسمية تقول بأنه «أُطلق عليهم النار جميعًا أثناء محاولتهم الفرار». وشنت وسائل إعلام ألمانية حملة كبرى ضد كارول في «ليلة مصاصي الدماء» التي وُصفت بأنها جريمة قتل و«انتصار لليهود». وعلى الرغم من الحملة الدائرة ضد كارول، أُبرمت اتفاقية اقتصادية ألمانية رومانية في 10 ديسمبر 1938 ونصت على تصدير المزيد من النفط الروماني إلى ألمانيا.
وفي 6 ديسمبر 1938، زار ريبنتروب باريس، حيث وقع هو ووزير الخارجية الفرنسي جورج بونيه بيانًا رنانًا، لكنه فارغ إلى حد كبير، بشأن الصداقة الفرنسية الألمانية. وأثناء زيارته، أجرى ريبنتروب وبونيه محادثة مطولة بالفرنسية في حديقة التويلري حيث زُعم أن بونيه أخبر ريبنتروب بأن فرنسا باتت تعترف بخضوع أوروبا الشرقية كلها لدائرة النفوذ الألماني وأن نظام التحالف الفرنسي في أوروبا الشرقية قد توقف بالفعل. ومنذ يونيو 1939، عندما أدلى ريبنتروب بهذا التصريح علنًا لأول مرة، ظهر الكثير من الجدل حول ما قاله بونيه لريبنتروب، لكن من الواضح جدًا أن ريبنتروب كان يعتقد أن بونيه قد صرح بهذا الادعاء، الذي استخدمه لإقناع هتلر بأن فرنسا لن تمضي قدمًا إلى الحرب من أجل بولندا. وكتب المؤرخ البريطاني مايكل بلوك أن بونيه قد أدلى بهذا التصريح لريبنتروب بشكل شبه مؤكد، تصريحٌ يتوافق تمامًا مع كراهيته للتحالفات الفرنسية في أوروبا الشرقية، لكن هذا البيان كان لاغيًا وباطلًا من الناحية القانونية. فوحدها الجمعية الوطنية تستطيع إلغاء المعاهدات التي أقرتها، ولم يكن بونيه بصفته وزيرًا للخارجية يتمتع بالسلطة القانونية للتخلي عن تحالفات فرنسا في أوروبا الشرقية بالطريقة التي اعتقد ريبنتروب أنه تخلى بها عنها.